# Sobolokh
Sobolokh (en rus: Соболох) és un poble de la república de Sakhà, a Rússia, que el 2018 tenia 249 habitants, pertany al districte de Khonuu.